# Champ (héraldique)
Pour les articles homonymes, voir Champ.
 (mai 2018).
Si vous disposez d'ouvrages ou d'articles de référence ou si vous connaissez des sites web de qualité traitant du thème abordé ici, merci de compléter l'article en donnant les références utiles à sa vérifiabilité et en les liant à la section « Notes et références ».
Le champ au sens strict désigne en héraldique le fond de l'écu. Dans un premier sens élargi, le champ désigne aussi la manière dont le fond de l'écu dans son ensemble est traité. Il désigne alors l'attribut de champ, c’est-à-dire la manière dont on a rempli cette surface. Dans un sens encore élargi, cet « attribut du champ » peut s'appliquer à une surface quelconque, et non uniquement au champ lui-même.
Tous les composants du blason ont un attribut de champ. Il y en a trois grandes catégories :
- L'attribut de champ est le plus souvent une couleur unie (émail, métal).

- Il peut également être une fourrure (ou panne) : hermine et vair, contre-hermine et contre-vair.

- Le champ peut être également composé ou semé.

Par extension, un écu ou un objet peut être l'objet d'une partition préalable, chaque élément de la partition recevant alors un traitement séparé. Pour décrire l'attribut de champ on énoncera alors une partition, mais dans ce cas on ne parle plus de « champ » au sens strict.
Ainsi, les armes ci-contre (qui sont celles de la principauté de Gradisca) n'ont pas de champ au sens strict, mais sont composées d'un meuble (une croix ancrée) posée sur un fond composé, ce qui peut se blasonner simplement "Une croix ancrée d’argent sur champ coupé d’or et d’azur". En revanche, si on cite d'abord le fond, il est préférable dans ce cas de dire « coupé d'or et d'azur, à une croix ancrée d'argent brochant sur le tout », pour ne pas prêter à confusion — à une virgule près — avec des armes « coupé d'or, et d'azur à une croix ancrée d'argent », où la croix ne serait portée que par la partie inférieure.

## Le champ et le fond
Le fond désigne la manière dont est colorée une surface donnée. C'est ce qui recouvre toute la table d'attente d'un écu (le champ au sens strict), mais aussi d'une partition, ou d'un meuble.
Tout ce qui a une surface, qui sert de fond, reçoit un « attribut de champ », qui décrit le traitement de remplissage de base. L'énoncé de cet attribut correspond au premier traitement logique d'une pièce armoriée: dès que la limite est tracée, on peut en poser le fond. Dans le blasonnement, en français, le traitement du champ suit normalement immédiatement l'énoncé de la partie traitée. Le fond est antérieur aux pièces et meubles qui viennent éventuellement s'y superposer. Ainsi, si un pal de gueules est coupé en deux par une charge « brochant sur le tout », le fond du pal correspond à toute sa surface, supposée unie et d'une pièce, avant que la charge ne s'y superpose.
En pratique, les figures (pièces et meubles) peuvent être utilisées pour supporter des armes. C'est typiquement le cas du chef. Le fond de la figure (chef) sert alors de champ, qui peut être divisé et chargé de la même manière qu'un écu dans son ensemble. Tout ce qui se dit d'un champ peut aussi s'appliquer à un fond. Inversement, tout ce qui est dit du fond s'applique également à un champ, sauf en ce qui concerne les partitions du fond, puisque le champ, par nature, n'est pas divisé.

Vexin Français : Le champ est d'azur semé de fleurs de lys d'or (un semé), le lambel à trois pendants reçoit un fond d'hermine (une fourrure).

Dans un blason, quand un élément est dit « du champ », il s'agit bien du fond de l'écu (ou de la partition en cours de description), non de la pièce que l'on décrit.
Plain, Champé
Le champ de la table d'attente peut être plain, ou recevoir des meubles et des pièces. Plain se dit d'un écu d'un seul émail, sans figures. C'est le type le plus simple d'armes. Pour blasonner un écu formé d'un champ sans pièce ni meuble, on énonce son émail et on le dit plain (« d'argent plain », voir les exemples donnés aux différents émaux). On dit également plus rarement « champé d'argent » pour exprimer que tout le champ est plain. En revanche, quand seule une partition est plaine, ce terme peut être omis.

### Cas particuliers:pailléetdiapré
Paillé

D'argent à la fasce d'azur paillée d'or, qui est de Clères

Le paillé est un motif ornemental d'une pièce honorable, formé par une répétition linéaire d'anneaux, reliés entre eux par des arabesques, et contenant une petite figure héraldique (lion, aigle ou fleur de lys) qui n'est pas blasonnée. « D'argent à la fasce de gueules paillée d'or ».
Le paillé se distingue des semés ou des fourrures par le fait que le motif est plus large, et n'est répété que dans une seule direction. Dans une fasce ou un pal, le paillé formera une répétition de trois ou quatre pièces, suivant la plus ou moins grande largeur prise par la marge.
Le paillé est inspiré des motifs répétitifs des tissus orientaux, richement ornés de fils d'or. Il s'utilise dans les mêmes conditions qu'un tissu, pour recouvrir des pièces longilignes aux bords parallèles.
Diapré

De sable plain (avec diapré)

Le diapré est un effet de style, consistant à orner d'arabesques décoratives, pour le meubler visuellement, un grand espace de champ sans meubles ni figures.
Il se distingue des ombres en ce que l'entrelacs n'évoque pas manifestement la bordure d'une figure identifiable, et se distingue du paillé (qui se blasonne) par l'absence d'anneaux ou de silhouettes de figures.
Le diapré n'est pas un émail, mais un enrichissement de style destiné à meubler et valoriser les à-plats. Il ne se blasonne pas.